# Wen Chou
Wen Chou foi um grande general de Yuan Shao, foi parte dos reforços das batalhas por Si Shui Gate e Hu Lao Gate [carece de fontes?] e era o melhor amigo de Yan Liang. Dizem que uma vez, salvou Yan Liang do ataque de dois tigres ferozes, somente com a força de seus punhos.
Ele foi capaz de derrotar ambos Xu Huang e Zhang Liao, porém foi assassinado dois minutos antes de seu amigo, ambos por Guan Yu.